# Вила Фаралди
Вила Фаралди (итал. Villa Faraldi) је насеље у Италији у округу Империја, региону Лигурија.
Према процени из 2011. у насељу је живело 115 становника. Насеље се налази на надморској висини од 332 м.

## Становништво
| 1931. | 1936. | 1951. | 1961. | 1971. | 1981. | 1991. | 2001. | 2011. |
| ----- | ----- | ----- | ----- | ----- | ----- | ----- | ----- | ----- |
| 723   | 723   | 720   | 576   | 491   | 431   | 433   | 435   | 437   |